# John Travolta
Jonathan Joseph "John" Travolta, ameriški filmski in televizijski igralec ter glasbenik * 18. februar 1954.
Najbolj znana filma, v katerih je nastopal John Travolta sta Briljantina in Saturday Night Fever.